# 603
603 (DCIII) fue un año común comenzado en martes del calendario juliano, en vigor en aquella fecha.

## Acontecimientos
- Batalla de Degsastan: los northumbrianos vencen al rey Gabhrain de Dalriada.
- En la Hispania visigoda, Witerico derrota y derroca a Liuva II, convirtiéndose en rey.
- El futuro papa Bonifacio III es nombrado apocrisiario por Gregorio I.

## Arte y literatura
- De esta fecha se data el tesoro longobardo de la catedral de Monza.[1]

## Nacimientos
- Dagoberto I, rey de los francos.
- 23 de marzo: Pakal el Grande, rey del estado maya de Palenque.

## Fallecimientos
- Liuva II, rey de los visigodos.